# Karlino (gemeente)
De gemeente Karlino is een stad- en landgemeente en maakt deel uit van powiat Białogardzki. Aangrenzende gemeenten:
- Białogard (powiat Białogardzki)
- Dygowo en Gościno (powiat Kołobrzeski)
- Będzino en Biesiekierz (powiat Koszaliński)
- Sławoborze (powiat Świdwiński)

Zetel van de gemeente is in de stad Karlino.
De gemeente beslaat 16,7% van de totale oppervlakte van de powiat.

## Demografie
De gemeente heeft 18,8% van het aantal inwoners van de powiat.

## Plaatsen
- Karlino (stad sinds XIII eeuw)

Administratieve plaatsen (sołectwo) van de gemeente Karlino:
- Daszewo, Domacyno, Garnki, Gościnko, Karlinko, Karścino, Karwin, Kowańcz, Lubiechowo, Malonowo, Mierzyn, Mierzynek en Zwartowo.

Overige plaatsen van gemeente Karlino:
- Brzeźno, Chotyń, Czerwięcino, Dębolas, Kozia Góra, Krukowo, Krzywopłoty, Lubiechowo-Przystanek, Pobłocie Wielkie, Poczernino, Syrkowice, Ubysławice, Wietrzyno, Witolub, Wyganów.